# Hunza (rzeka)
Hunza (urdu دریائے ہنزہ) – rzeka w Pakistanie o długości około 190 km, uchodząca do rzeki Gilgit.
Hunza powstaje z połączenia zasilanych wodami lodowca rzek Kilik i Kunjirap. Hunza płynie z północnego zachodu na południowy wschód, przecinając pasmo Karakorum. Wzdłuż doliny rzeki Hunza przebiega fragment szosy Karakorumskiej.
Legenda mówi, że dolina została zasiedlona przez greckich dezerterów z armii Aleksandra Wielkiego, która w 326 r. p.n.e. przekraczała Hindukusz idąc na Indie. Kilku oficerów miało się ukryć w dolinie Hunzy, biorąc za żony lokalne góralki. Ich potomkowie mają do dziś mieć europejskie rysy i niebieskie oczy. 
Przez wieki prostego gospodarowania dolina została otoczona siecią kanałów irygacyjnych, doprowadzających wodę z gór na terasowe pola. Uprawiano tu zboża, owoce w sadach i hodowano bydło, a niedostatki finansowe uzupełniano napadami na karawany jadące Jedwabnym Szlakiem. Napaści na podróżnych zdarzały się jeszcze w początkach XX wieku. Dolinę na świat otworzyło otwarcie szosy Karakorumskiej. Mimo to część mieszkańców doliny Hunzy nadal żyje w warunkach bardzo zacofanych. Są to głównie wyznawcy ismailizmu, którzy nie porzucili części dawnych wierzeń, np. w Ducha Gór.
W dniu 4 stycznia 2010 roku doszło do osuwiska, które zablokowało dolinę rzeki Hunza, całkowicie zostały zakryte fragmenty szosy Karakorumskiej. W wyniku tej katastrofy powstało nowe jezioro, noszące nazwę jeziora Attabad.

## Dopływy Hunzy
Kolejność nazw uwzględnia kierunek w górę rzeki, tj. od miejsca, gdzie Hunza wpływa do rzeki Gilgit do miejsca, gdzie Hunza powstaje na północ od miejscowości Sost przez połączenie na wysokości 2786 m npm rzek: płynącej ze wschodu Khunjerāb (łączącej wody spływające z lodowca Khunjerab) i rzeki Chipursan [Chapursan, Chupursan], płynącej od północnego zachodu doliną o tej samej nazwie. Nazwy podano według pisowni w języku angielskim. Uwzględniono nazwy znaczniejszych rzek i lodowców (glacier), z których wypływa bądź potok często o tej samej nazwie bądź kilka potoków, oraz nazwy głównych miejscowości (podane w nawiasach). Jeśli potok lub rzeka przepływają przez daną miejscowość, jej nazwę wymieniono po obu stronach nazwy cieku wodnego. Ze względu na ukształtowanie terenu (urwiste i wysokie brzegi) i małą liczbę mostów jedynie kilka miejscowości tworzy wspólną jednostkę administracyjną o tej samej nazwie, ale żadna z nich nie leży po obu stronach samej Hunzy. Nazwy alternatywne, podwójne i o innej pisowni podano w nawiasach kwadratowych. Ze względu na brak jednolitych materiałów nie jest to kompletne zestawienie.
Prawobrzeżne (w przybliżeniu zachodnie lub północne) dopływy:
(Chilmish Das) ← (Nomal) ← Naltar ← Gwachi Nala ← Chaprot Nala ← (Chalt) ← Chalt ← (Chalt) ← Garmasai Nala ← Boladas [Bola Das] ← Garmasai ←(Hussain Abad) ← (Maiun)← Hassanabad Bar ← (Heiderabad) ← Heiderabad Har ← (Karimabad) ← Ultar GlacierHarchi Bar ← (Altit) ← Ultar Glacier ← Gurpi Glacier ← Gharben ← (Gulmit) ← Shatubar ← Skord Thur ← Bulkish Yaz Glaciers ← (Gulmit) ← Gulmit [Ondra] ← Ghulkin Glacier ← Pasu Glacier ← (Pasu) ← (Janabad) ← Batura Glacier ← (Khaiber [Khaibar, Khyber]) ← Kor Puran ← (Khudabad)
Lewobrzeżne (w przybliżeniu wschodnie lub południowe) dopływy:
(Sultanabad) ← Bartar Nala ← Jaglot Bar ← (Sikandar Abad) ← (Nilt) ← Nilt Nala ← (Thul) ← Masot Glacier ←(Thul) ← (Ghulmet) ← Rakaposhi Nala ← (Gulmet) ← (Pissan) ← Minapin ← Miachar ← (Askurdas) ← (Sumayar) ← Mamu Bar ← (Khai) ← Miatsil [Nagir] [w wyższym biegu Hispar] ← Brondo Bar ← (Ainabad) ← (Nazimabad) ← Balt Bar ← Perigos Nala ← Shimshal ← (Ghalapan) ← (Morkhun) ← (Sost)

## Lokalne słownictwo
| Przykłady słownictwa dot. hydrografii i geomorfologii spotykanego w Dolinie Hunzy      |                                 |           |  |             |                      |           |
|                                                                                        | polski ekwiwalent               | język(i)* |  |             | polski ekwiwalent    | język(i)* |
| badi pon                                                                               | główna droga, Karakoram Highway | S         |  | ǰǝrab       | rzeka, dolina        | W         |
| bar                                                                                    | boczna dolina, wąwóz            | B         |  | köl         | jezioro              | K         |
| balak                                                                                  | źródło                          | K         |  | kotal       | przełęcz             | P         |
| ċhíl                                                                                   | woda                            | B         |  | mamú ċhíl   | wody lodowcowe       | B         |
| dalá                                                                                   | gł. kanał irygacyjny            | B         |  | nālā        | boczna dolina, potok | B, U      |
| daryā                                                                                  | rzeka                           | P         |  | pakkā pul   | most wiszący         | U         |
| dirán                                                                                  | drugorzędny kanał irygacyjny    | B         |  | qir         | górska grań          | W, T      |
| dut                                                                                    | most linowy                     | W         |  | skord       | most                 | W         |
| góċil                                                                                  | kanał irygacyjny                | B         |  | sū          | woda, rzeka          | K         |
| gūl                                                                                    | kanał irygacyjny                | U         |  | śardáne baș | most stalowy         | B         |
| ġamú                                                                                   | lodowiec                        | B         |  | yaz         | lodowiec             | W         |
| har                                                                                    | boczna dolina, wąwóz            | B         |  | yaze yupk   | wody lodowcowe       | W         |
| jilga                                                                                  | dolina                          | K         |  | yupk        | woda                 | W         |
| * języki: B – buruszaski, K – kirgiski, P – perski, S – szina, U – urdu, W - wachański |                                 |           |  |             |                      |           |